# Zaliznîcine (Zaliznîcine), Bahciîsarai
Zaliznîcine (în ucraineană Залізничне) este localitatea de reședință a comunei Zaliznîcine din raionul Bahciîsarai, Republica Autonomă Crimeea, Ucraina.

## Demografie
Componența lingvistică a localității Zaliznîcine
     Rusă (80,48%)
     Tătară crimeeană (11,21%)
     Ucraineană (4,53%)
Conform recensământului din 2001, majoritatea populației localității Zaliznîcine era vorbitoare de rusă (80,48%), existând în minoritate și vorbitori de tătară crimeeană (11,21%) și ucraineană (4,53%).